# Meisje met negen pruiken (boek)
Meisje met negen pruiken is een autobiografisch boek geschreven door Sophie van der Stap. In het boek vertelt Sophie over haar strijd tegen kanker. 
Door de chemotherapie werd Sophie kaal, en werd haar geadviseerd een pruik te gaan dragen. Haar eerste pruik vond ze veel te conservatief, en ze besloot naar theaterwinkels te gaan om opvallender exemplaren te kopen. Uiteindelijk had ze er negen, die haar elk een andere "persoonlijkheid" gaven. Ze gaf elke pruik een naam die paste bij de persoonlijkheid: Oema, Pam, Stella, Blondie, Daisy, Platina, Bébé, Sue en Lydia. Daardoor heeft ze het gevoel dat ze alles aan kan.
Het boek werd uitgegeven door Uitgeverij Prometheus, en kwam in augustus 2006 uit.
In juni 2009 verscheen Meisje met negen pruiken als luisterboek. Sophie van der Stap heeft haar boek zelf ingesproken op vijf cd's. Op het luisterboek staat ook het nummer 'Lost' van zangeres Anouk. Het luisterboek is uitgegeven door De Kunst.
In 2013 werd het boek in Duitsland verfilmd als  Heute bin ich blond.